# Svartsjö, Småland
Svartsjö är en sjö i Ljungby kommun i Småland och ingår i Helge ås huvudavrinningsområde. Sjön har en area på 0,0744 kvadratkilometer och ligger 158 meter över havet.

## Delavrinningsområde
Svartsjö ingår i det delavrinningsområde (630413-139360) som SMHI kallar för Utloppet av Storesjö. Medelhöjden är 160 meter över havet och ytan är 45,1 kvadratkilometer. Det finns inga avrinningsområden uppströms utan avrinningsområdet är högsta punkten. Lillån (Prästebodaån) som avvattnar avrinningsområdet har biflödesordning 2, vilket innebär att vattnet flödar genom totalt 2 vattendrag innan det når havet efter 161 kilometer. Avrinningsområdet består mestadels av skog (56 %) och sankmarker (21 %). Avrinningsområdet har 0,98 kvadratkilometer vattenytor vilket ger det en sjöprocent på 2,2 %.